# Burgruine Kammerstein (Perchtoldsdorf)
Die Burgruine Kammerstein ist die Ruine einer Höhenburg südlich des Tales der Dürren Liesing auf  420 m ü. A. im Grenzgebiet der Gemeinden Perchtoldsdorf und Kaltenleutgeben im Bezirk Mödling in Niederösterreich.

## Geschichte
Der ursprüngliche Name Chemerstain rührt vermutlich nicht von einem Adelsgeschlecht, sondern vom Titel des Erbauers Ottos II. von Perchtoldsdorf als Kämmerer von Österreich. Eine andere Deutung leitet den Namen davon ab, dass die Burg auf Kammergut erbaut wurde, welches aus einer Schenkung aus 1002 stammt.
Die Burg wurde um 1240/50 als Höhenburg von Otto II. errichtet, nachdem unter Otto I. im Zuge der Adelsaufstände die Burg Perchtoldsdorf niedergebrannt wurde. Otto II. konnte jedoch die Gunst des Babenberger Herzogs Friedrichs II. wiedergewinnen. Er starb in Lilienfeld und wurde im dortigen Stift Lilienfeld begraben. 
Die Lage der Burg ist auch vor dem Hintergrund zu sehen, dass nach dem Tod Kaiser Friedrichs 1250 die herzoglosen (aber auch die kaiserlosen) Jahre des Österreichischen Interregnums begannen und damit unsichere Zeiten anbrachen. 
Erst unter Rudolf I. von Habsburg und seinem Sohn Albrecht I. wurden die Lehen in den Jahren nach 1273 neu vergeben. Der österreichische Adel rebellierte in diesem Zusammenhang gegen die beginnende Herrschaft der Habsburger. Otto III. (der Sohn Ottos II.) beteiligte sich an den Aufständen. Nach der neuerlichen Zerstörung der Hauptburg in Perchtoldsdorf zog sich Otto auf die Burg Kammerstein zurück. Erst durch eine List, nach der Otto III. nach Wien gelockt worden sein soll und die Burg führerlos war, konnte sie erobert werden. Otto soll die brennende Burg von Wien aus gesehen haben. In der Folge soll er bis an sein Lebensende gefangengehalten worden sein.

## Anlage

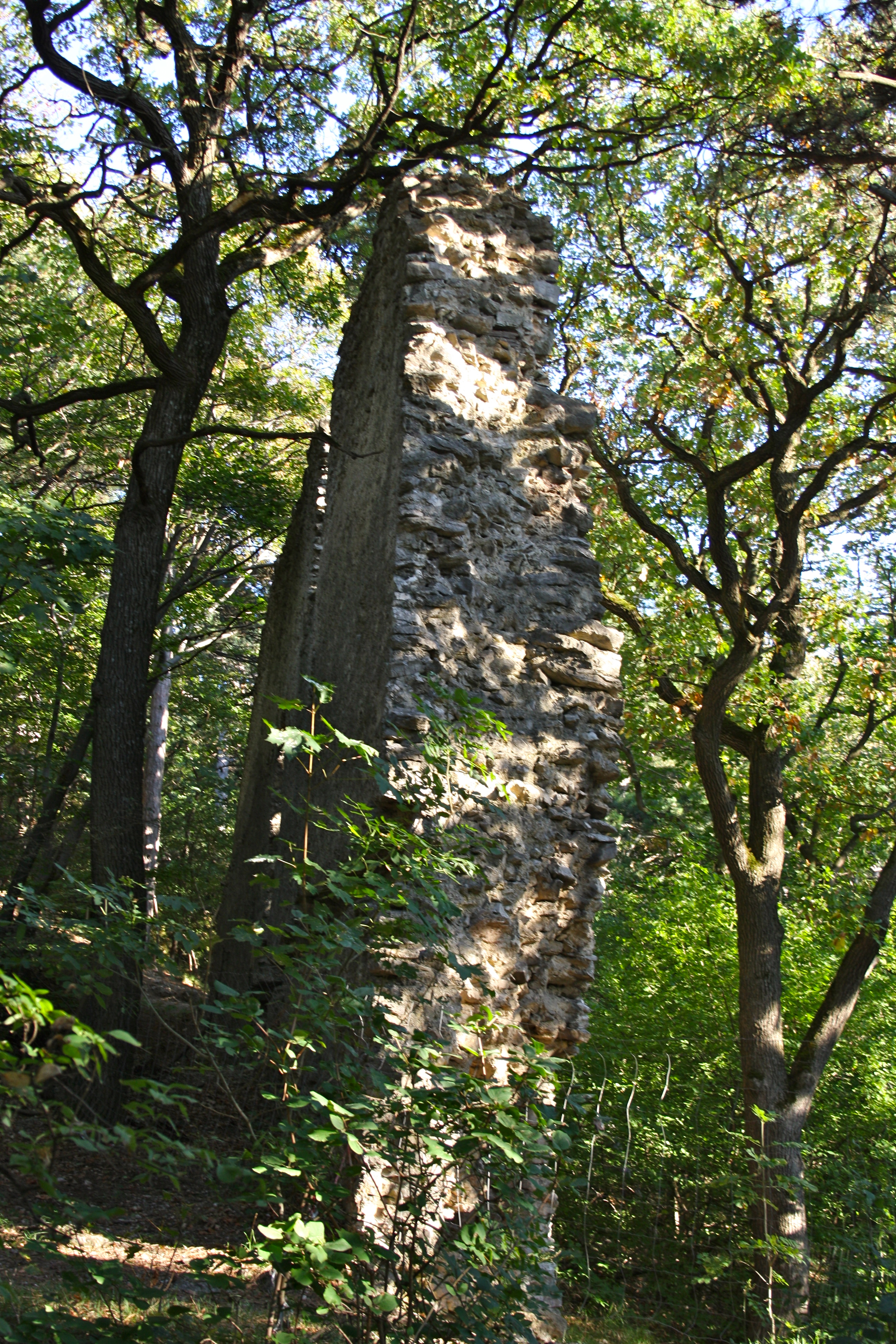
Reste der Ringmauer

Die Burg hatte eine Ausdehnung von 40 mal 25 Meter mit einer Mauerhöhe von 15 Meter. Da sie auf drei Seiten durch steile Hänge begrenzt wurde, war sie praktisch nur von der Westseite über eine ein Meter breite Hängebrücke erreichbar. An der südöstlichen Ringmauer (Bering) war ein vierstöckiger Fachwerkbau als Palas. 
An der höchsten Stelle des Geländes stand ein fünfeckiger Bergfried, der eine Mauerstärke bis zu drei Meter hatte. Er war viergeschoßig und konnte nur über eine Leiter betreten werden.
Heute sind nur mehr ein Teil der Ringmauer und ein an den Bergfried anschließendes Mauerstück erhalten.